# Chontalia cyanicollis
Chontalia cyanicollis är en skalbaggsart som beskrevs av Bates 1872. Chontalia cyanicollis ingår i släktet Chontalia och familjen långhorningar.
Artens utbredningsområde är:
- Costa Rica.
- Guatemala.
- Nicaragua.

Inga underarter finns listade i Catalogue of Life.